# Gerhard Liebmann
Pour les articles homonymes, voir Liebmann.
Gerhard Liebmann, né le 20 avril 1970, est un acteur autrichien.

## Biographie
Gerhard Liebmann est né en Styrie le 20 avril 1970. Il étudia à Graz l'allemand et la philosophie, où il commença également une formation d'acteur. Il devint membre d'un ensemble au Landestheater Linz ainsi qu'au Vereinigte Bühnen Graz.
En 2014, il lui fut décerné le prix du cinéma autrichien du meilleur acteur dans un premier rôle pour son jeu dans Blutgletscher, ainsi que le prix d'interprétation du festival Diagonale,.

## Filmographie

### Cinéma
- 1998 : Opernball (de) d'Urs Egger (en)
- 2000 : Plus clair que la lune de Virgil Widrich
- 2007 : Heile Welt de Jakob Erwa
- 2008 : Falco – Verdammt, wir leben noch! de Thomas Roth (de)
- 2008 : Le Lion noir de Wolfgang Murnberger
- 2008 : Alerte maximale de Andreas Prochaska
- 2009 : Bienvenue à Cadavres-les-Bains de Wolfgang Murnberger
- 2009 : Lourdes de Jessica Hausner
- 2010 : Pas ma fille ! (Meine Tochter nicht) de Wolfgang Murnberger
- 2010 : Die unabsichtliche Entführung der Frau Elfriede Ott d'Andreas Prochaska
- 2010 : Die Mutprobe de Holger Barthel
- 2011 : Nouveau Souffle de Karl Markovics
- 2011 : Das Wunder von Kärnten d'Andreas Prochaska
- 2011 : Der Winzerkrieg de Peter Sämann
- 2012 : Les trois font le père (Vatertag) de Michael Riebl
- 2013 : Blutgletscher de Marvin Kren
- 2013 : Bad Fucking de Harald Sicheritz
- 2014 : The Dark Valley (Das Finstere Tal) d'Andreas Prochaska

### Télévision
- 2001 - 2003 : Julia – Eine ungewöhnliche Frau
- 2010 - 2013 : Spuren des Bösen
- 2011 : Alexandra : Disparue d'Andreas Prochaska : Josef
- 2013 : Paul Kemp - Alles kein Problem